# Campeonato Mundial de Vóley Playa de 2003
El IV Campeonato Mundial de Vóley Playa se celebró en Río de Janeiro (Brasil) entre el 7 y el 19 de octubre de 2003 bajo la organización de la Federación Internacional de Voleibol (FIVB) y la Confederación Brasileña de Voleibol.
Las competiciones se realizaron en un estadio construido temporalmente en la playa de Copacabana.

## Medallistas
| Evento    | Oro                                          | Plata                                    | Bronce                                    |
| --------- | -------------------------------------------- | ---------------------------------------- | ----------------------------------------- |
| Masculino | Emanuel Rego · Ricardo Santos · Brasil       | Dax Holdren Stein Metzger Estados Unidos | Márcio Araújo · Benjamin Insfran · Brasil |
| Femenino  | Misty May-Treanor Kerri Walsh Estados Unidos | Shelda Bedê · Adriana Behar · Brasil     | Natalie Cook Nicole Sanderson Australia   |

### Final masculina
|  | Semifinales                               | Semifinales                              |       |                                | Final                                     | Final |  |
|  |                                           |                                          |       |                                |                                           |       |  |
|  |                                           |                                          |       |                                |                                           |       |  |
|  |                                           |                                          |       |                                |                                           |       |  |
|  | Emanuel Rego · Ricardo Santos · Brasil    | -                                        |       |                                |                                           |       |  |
|  | Luis Maia Joao Brenha Portugal            | retiro                                   |       |                                |                                           |       |  |
|  |                                           |                                          |       |                                |                                           |       |  |
|  |                                           |                                          |       |                                |                                           |       |  |
|  |                                           |                                          |       |                                | Emanuel Rego · Ricardo Santos · Brasil    | 21    |  |
|  |                                           | Dax Holdren Stein Metzger Estados Unidos | 18 15 |                                |                                           |       |  |
|  |                                           |                                          |       |                                |                                           |       |  |
|  |                                           |                                          |       |                                |                                           |       |  |
|  |                                           |                                          |       |                                | Tercer Puesto                             |       |  |
|  |                                           |                                          |       |                                |                                           |       |  |
|  | Dax Holdren Stein Metzger Estados Unidos  | 21                                       |       | Luis Maia Joao Brenha Portugal | retiro                                    |       |  |
|  | Márcio Araújo · Benjamin Insfran · Brasil | 19 14                                    |       |                                | Márcio Araújo · Benjamin Insfran · Brasil | -     |  |

### Final femenina
|  | Semifinales                                        | Semifinales                          |       |                                         | Final                                              | Final |  |
|  |                                                    |                                      |       |                                         |                                                    |       |  |
|  |                                                    |                                      |       |                                         |                                                    |       |  |
|  |                                                    |                                      |       |                                         |                                                    |       |  |
|  | Misty May-Treanor Kerri Walsh Estados Unidos       | 19 21 18                             |       |                                         |                                                    |       |  |
|  | Natalie Cook Nicole Sanderson Australia            | 21 19 16                             |       |                                         |                                                    |       |  |
|  |                                                    |                                      |       |                                         |                                                    |       |  |
|  |                                                    |                                      |       |                                         |                                                    |       |  |
|  |                                                    |                                      |       |                                         | Misty May-Treanor Kerri Walsh Estados Unidos       | 21    |  |
|  |                                                    | Shelda Bedê · Adriana Behar · Brasil | 19 19 |                                         |                                                    |       |  |
|  |                                                    |                                      |       |                                         |                                                    |       |  |
|  |                                                    |                                      |       |                                         |                                                    |       |  |
|  |                                                    |                                      |       |                                         | Tercer Puesto                                      |       |  |
|  |                                                    |                                      |       |                                         |                                                    |       |  |
|  | Shelda Bedê · Adriana Behar · Brasil               | 21                                   |       | Natalie Cook Nicole Sanderson Australia | 21                                                 |       |  |
|  | Annet Davis Jennifer Johnson-Jordan Estados Unidos | 16 16                                |       |                                         | Annet Davis Jennifer Johnson-Jordan Estados Unidos | 16 17 |  |

## Medallero
| Núm. | País           | Oro | Plata | Bronce | Total |
| ---- | -------------- | --- | ----- | ------ | ----- |
| 1    | Brasil         | 1   | 1     | 1      | 3     |
| 2    | Estados Unidos | 1   | 1     | 0      | 2     |
| 3    | Australia      | 0   | 0     | 1      | 1     |
|      | TOTAL          | 2   | 2     | 2      | 6     |